# 张灿明
张灿明（1914年—2010年7月29日），四川达县人，中华人民共和国政治人物、外交官，原外交部副部长、最高人民检察院副检察长。他是开国上将张爱萍之弟。
1957年，担任首任中华人民共和国驻斯里兰卡大使。1962年，由谢克西接任。1963年，接替谢甫生，担任中华人民共和国驻蒙古大使。1967年，奉调回国，未再返任。